# TKB-408
Die TKB-408 war ein Sturmgewehr-Prototyp des sowjetischen Waffenkonstrukteurs  German A. Korobow und eines der ersten Hinterschaftlader-Sturmgewehre der Welt.

## Entwicklung
Korobow entwarf die Waffe für den Wettbewerb um die neue sowjetische Infanteriewaffe nach dem Zweiten Weltkrieg, aus dem dann die AK-47 als Sieger hervorging. Die TKB-408 war unzuverlässiger, ungenauer und hatte eine geringere Haltbarkeit als die AK-47.

## Technik
Die TKB-408 ist ein Gasdrucklader mit Kippblockverschluss in Bullpup-Ausführung. Der Spannhebel sitzt auf der linken Waffenseite und repetiert nicht mit dem Verschlussträger. Ebenfalls auf der linken Seite sitzt der Feuerwahlhebel oberhalb des Pistolengriffes. Der Sicherungshebel befindet sich vor dem Abzug. 